# 阿切列·波羅納拉
阿切列·波羅納拉（義大利語：Achille Polonara，1991年11月23日—），意大利籃球運動員，現在效力於意大利籃球聯賽球隊雷吉納2002奧球俱樂部。他也代表意大利國家籃球隊參賽。